# Sohodolls
Les Sohodolls sont un groupe anglais d'electro, pop rock, rock alternatif, glam rock. 
Il est formé de cinq membres : Maya von Doll (Chant), Toni Sailor (Guitare), Weston Doll (Claviers), Matt (Bassiste) et Paul (Batterie).
Leurs influences sont très variées, elles passent de Nirvana, Dr Dre, Blur à Vanessa Paradis ou encore Marilyn Manson voire Elvis, Armstrong. On peut également citer en référence The Clash, The Who, The Cure, Smashing Pumpkins, Snoop Dogg, Suicide, Hanoi Rocks ...

## Discographie

### Albums
- 2007 : Ribbed Music for the Numb Generation. Produit et mixé par Robert Harder et Steve Lyon.

### Singles
- 2005 : Prince Harry
- 2006 : Stripper
- 2006 : No regrets
- 2007 : Right and Right again
- 2008 : Bang Bang Bang Bang

### Téléchargements
My Vampire fut en téléchargement libre sur le site officiel du groupe et Pleasures of Soho l'est toujours.
Open Your Eyes  une reprise du groupe The Lords of the New Church, que le groupe a fait pour Buffet Libre Djs, est disponible en téléchargement gratuit.

## Histoire
Le nom Sohodolls vient de Soho, un quartier de Londres très diversifié à l'image de la musique du groupe.

## Anecdote
Les morceaux Bang Bang Bang Bang et Right and Right again furent intégrés à la liste des morceaux disponibles dans le jeu de voitures Test Drive Unlimited 2 en allumant la radio. Morceau que l'on peut aussi entendre en partie lors de la séance de lavage du véhicule ou dans l'agence immobilière.
Leur musique « Stripper » de l’album « Ribbeb Music for the Numb Génération » sortie en 2007 est également connu après être apparu dans la série « Gossip Girl » (Saison 1 Épisode 7); dans la scène culte où le personnage de Blair exécute un striptease à Chuck.